# 151P/Helin
151P/Helin è una cometa periodica, appartenente alla famiglia delle comete gioviane, scoperta il 24 agosto 1987 dall'astronoma statunitense Eleanor Francis Helin, la sua riscoperta il 20 giugno 2001 ha permesso di numerarla.

## Orbita
Caratteristiche della sua orbita sono le piccole MOID con i pianeti Giove (0,235 UA) e Saturno (il 14 gennaio 1981 la cometa è passata a sole 0,365 UA da Saturno): i passaggi ravvicinati originati da queste MOID determineranno in futuro un drastico cambiamento dell'attuale orbita della cometa.